# Рочев, Иван Алексеевич
Иван Алексеевич Рочев (22 октября (4 ноября) 1906 года, Бакуринкая волость Печорского уезда Архангельской губернии, — 24 августа 1980 года, г. Сыктывкар, РСФСР, СССР) — Председатель Президиума Верховного Совета Коми АССР (1945—49 гг.).
Член ВКП(б). Окончил школу советского и партийного строительства, а в 1932 году — Архангельский коммунистический университет.
Позже он был редактором газеты «Вестник Печоры» и первым секретарем двух районных комитетов ВКП(б) в Коми АССР, а до октября 1941 — первым секретарем Печорского окружного комитета ВКП(б). В 1943—44 гг. — заместитель секретаря областного комитета ВКП(б) Коми по вопросам животноводства
С 9 февраля 1945 года по июнь 1949 года — Председатель Президиума Верховного Совета Коми АССР. В 1949—50 гг. — второй секретарь Коми обкома ВКП(б). В 1950—53 гг. — слушатель Высшей партийной школы при ЦК ВКП(б)/КПСС. В 1953—55 гг. — заместитель Председателя Совета Министров Коми АССР. С апреля 1955 года по март 1959 года — Министр социального обеспечения Коми АССР.
Награждён орденом Ленина (1946) и оорденом Знак Почета (1942).